# To Love Somebody / I Can’t See Nobody

## Közreműködők
- Barry Gibb – ének, gitár
- Robin Gibb – ének, orgona
- Maurice Gibb – ének, basszusgitár, zongora, gitár
- Vince Melouney – gitár
- Colin Petersen – dob
- stúdiózenekar Bill Shepherd vezényletével
- hangmérnök – Mike Claydon

producer: Robert Stigwood, Ossie Byrne

## A lemez dalai
- To Love Somebody (Barry és Robin Gibb) (1967), mono 3:00, ének: Barry Gibb
- I Can’t See Nobody (Barry és Robin Gibb) (1966), mono 3:45, ének: Robin Gibb

## Megjegyzés
A számok az IBC Studio-ban lettek rögzítve monó és sztereó változatban.